# Cecidomyia pumila
Cecidomyia pumila är en tvåvingeart som beskrevs av Boris Mamaev och Efremova 1994. Cecidomyia pumila ingår i släktet Cecidomyia och familjen gallmyggor. Inga underarter finns listade i Catalogue of Life.